# Leones del puente Qasr al-Nil
Los Leones del puente Qasr al-Nil son dos parejas de esculturas de bronce que custodian ambos lados del puente Qasr al-Nil. Son obra del escultor francés Henri Alfred Jacquemart (1824-1896) y datan de 1872
Fueron encargados por el jedive Ismail Pachá para el primer puente que unía los palacios de la isla Gezira con los barrios de  Qasr al Nil y la Ciudad Jardín de El Cairo. 
El puente inicialmente se llamó puente del Jedive Iamail. En 1952 pasó a llamarse puente Qasr al-Nil (en masri  كوبرى قصر النيل )
Originalmente habían sido fundidos para montar guardia en torno a la estatua de Mehmet Alí, pero fueron reducidos a dos metros de altura e instalados en el puente.

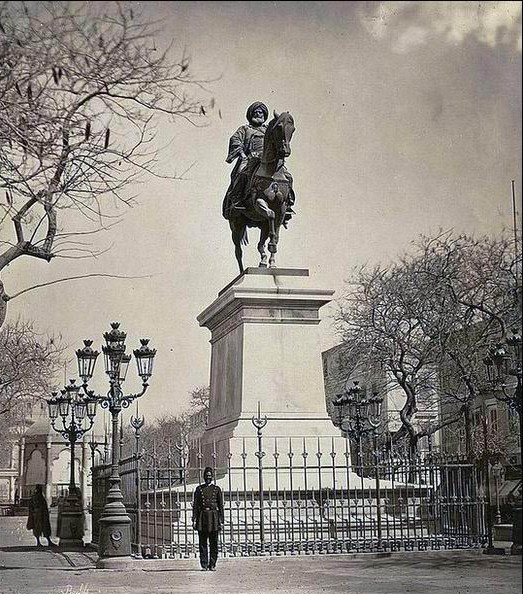
Escultura de Memeth Alí en Alejandría, también de Jacquemart, que iba a ser custodiada por los leones, proyecto que no sería realizado

## Situación
A ambos extremos del puente en las Coordenadas: 30°02′37″N 31°13′46″E / 30.043747, 31.229464

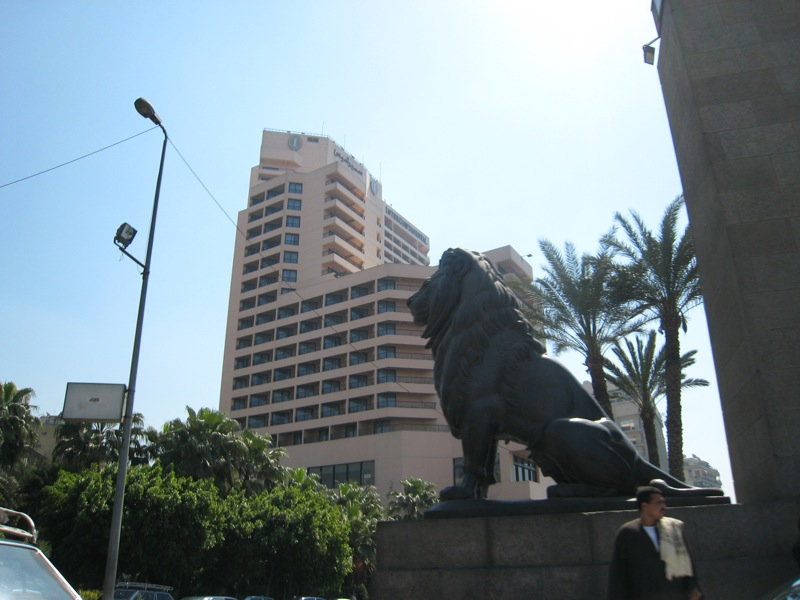
Uno de los Leones con el Hotel Intercontinental de fondo.

## Postales antiguas
Los leones han sido retratados a lo largo de los años. Incluso las peanas vacías del puente antes de su instalación.

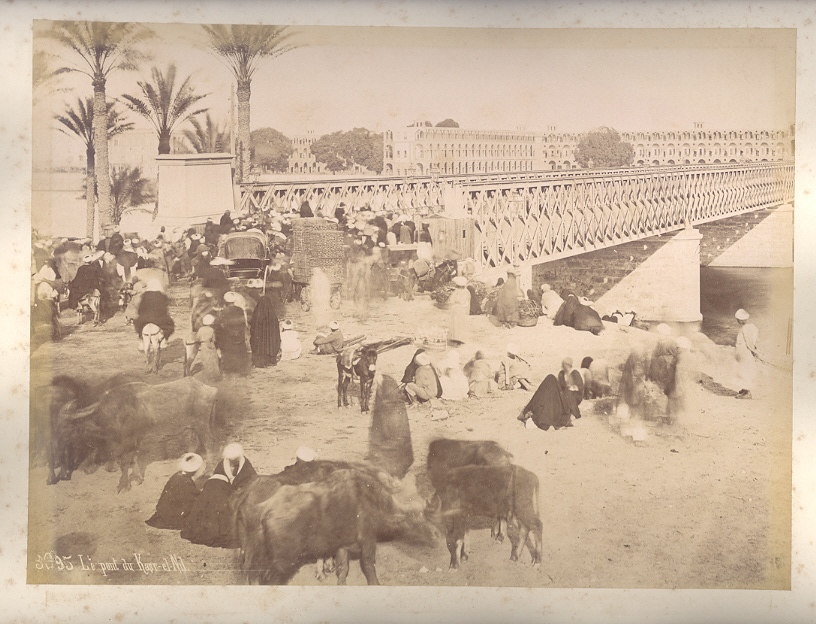
Vista del Puente antes de la instalación de los leones, hacia 1880, por el fotógrafo Pascal Sebah (1823-1886)
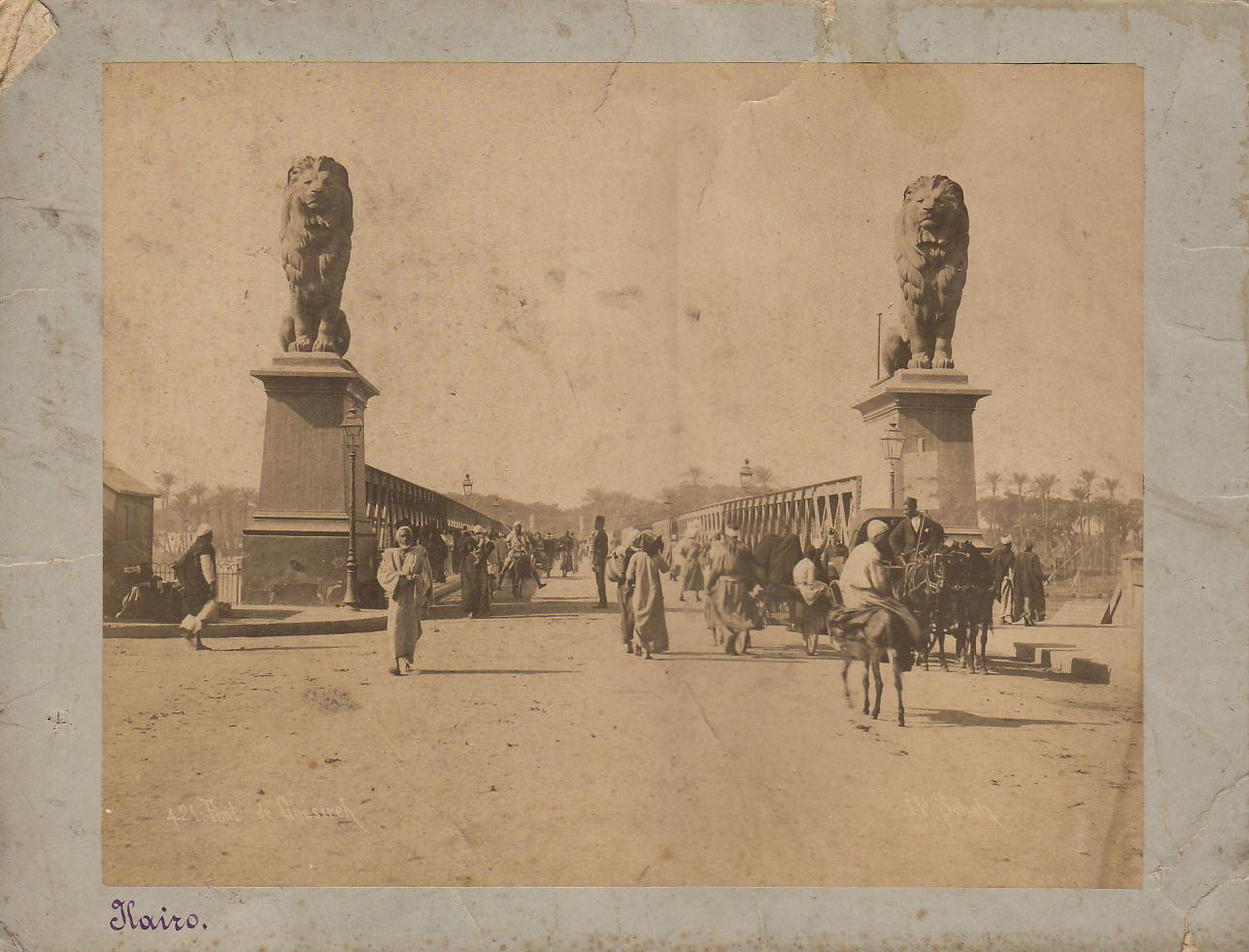
Vista de los Leones del Puente en la década de 1880, por el fotógrafo Pascal Sebah (1823-1886)
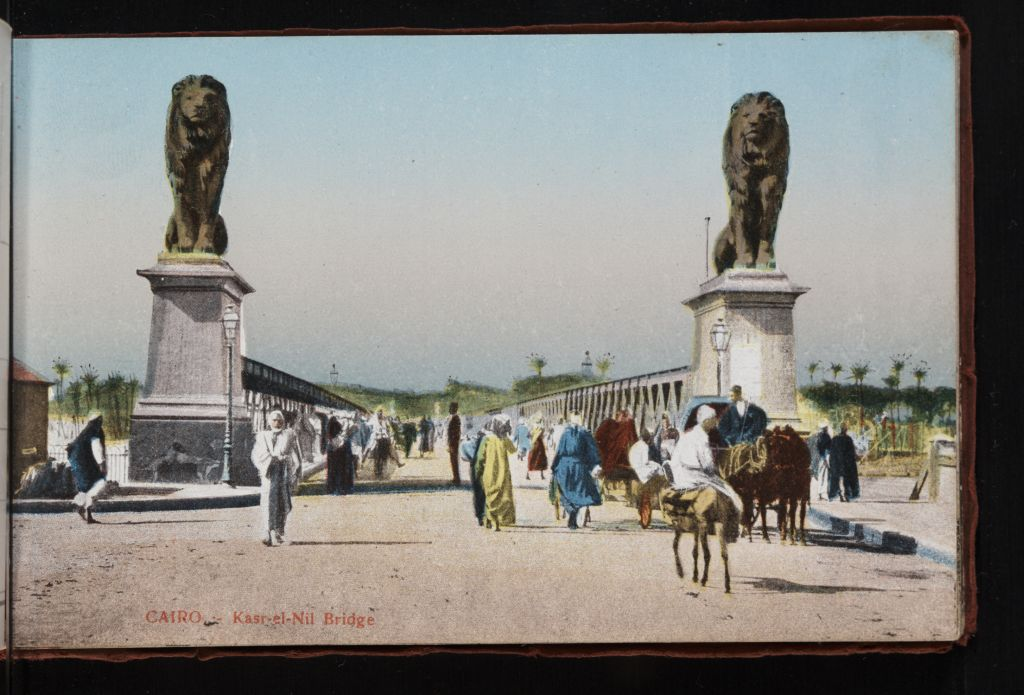
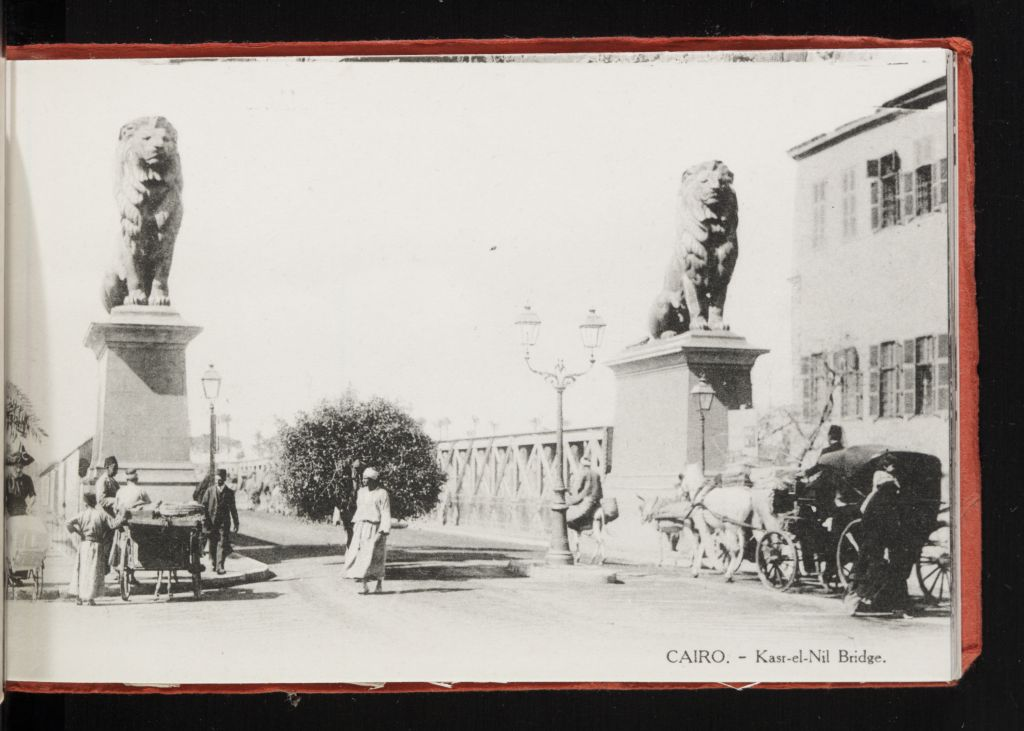
Postales antiguas del Puente Kasr-el-Nil